# Албансько-хорватські відносини
Албансько-хорватські відносини (алб. Marrëdhëniet mes Shqipërisë dhe Kroacisë, хорв. albansko-hrvatski odnosi) — історичні та поточні двосторонні відносини між Албанією та Хорватією.
Обидві держави — повноправні члени НАТО, Ради Європи та Середземноморського союзу Крім того, Албанія є офіційним кандидатом на вступ до Європейського Союзу, повноправним членом якого є Хорватія. Остання рішуче підтримує Албанію на її шляху євроінтеграції.

## Історія
Офіційно вони почалися в червні 1991, коли Хорватія проголосила незалежність і почала боротьбу за міжнародне визнання. Албанія була однією з перших держав, що визнали незалежну Хорватію, оголосивши про це 21 січня 1992 року.
З 25 серпня 1992 Албанія має посольство в Загребі. Діє також почесне консульство Албанії в Дубровнику. Хорватія має власне посольство в Тирані.
Багато етнічних албанців воювали добровольцями спільно з хорватами на війні за незалежність, серед найвідоміших із них Аґім Чеку, Рахім Адемі та Бекім Беріша.

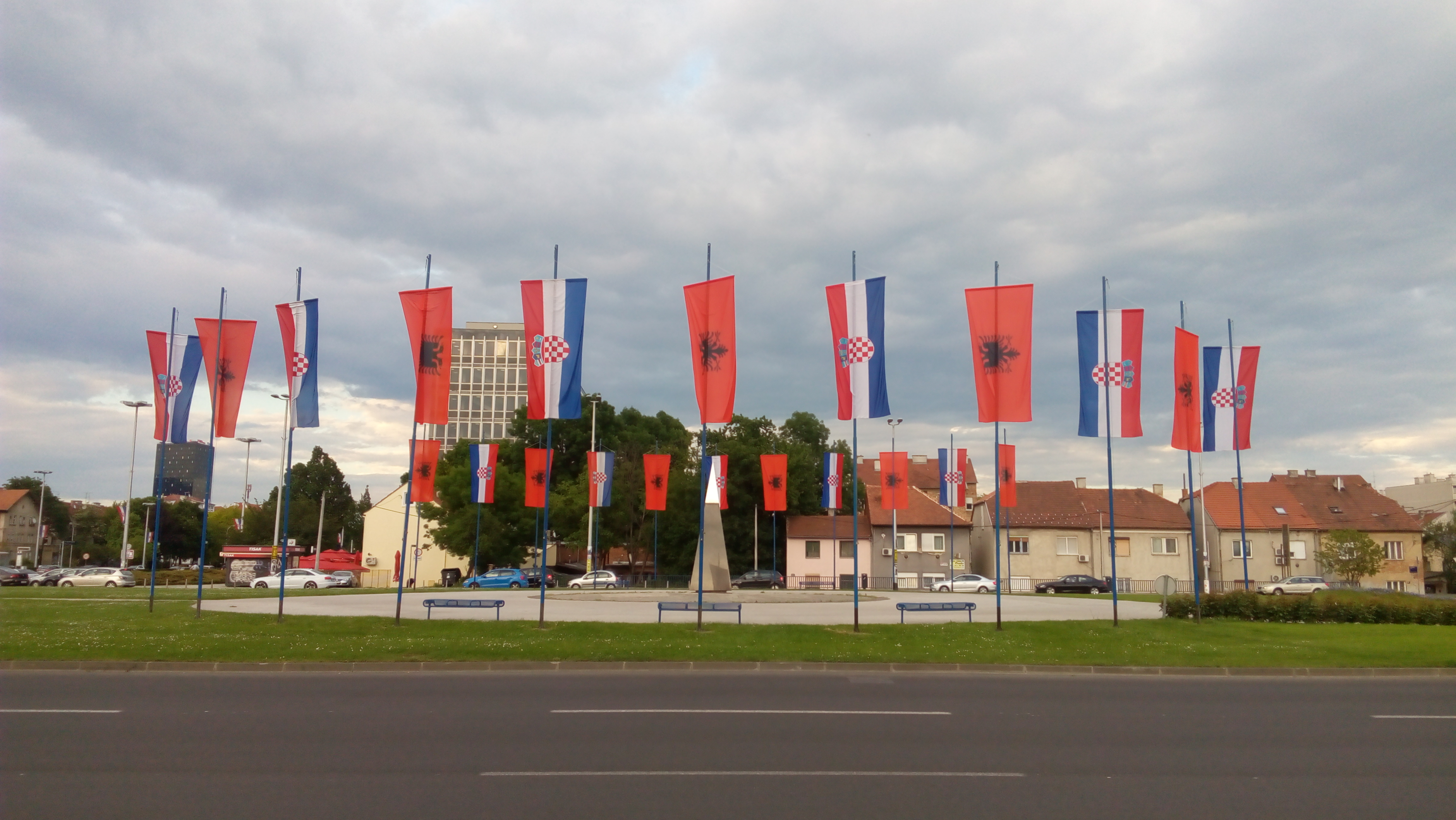
Прапори Албанії та Хорватії в Загребі під час державного візиту Буяра Нішані 9 травня 2016 року.

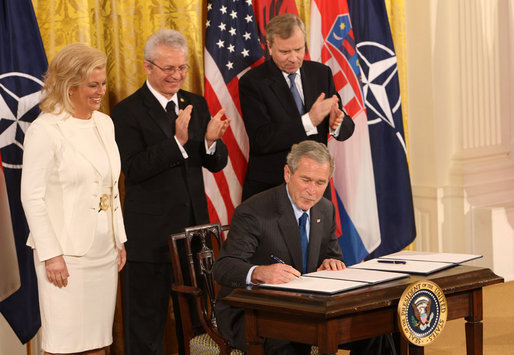
Зліва направо: тодішні хорватська посол у США Колінда Грабар-Китарович, албанський посол у США Александер Саллабанда і генсек НАТО Яап де Гооп Схеффер стоять за президентом США Джорджем Бушем, який підписує протоколи на підтримку вступу Албанії та Хорватії в НАТО (2008 р.)

1 квітня 2009 року ці дві держави разом стали повноправними членами НАТО на організаційному заході, де були присутні прем'єр-міністр Албанії Салі Беріша і прем'єр-міністр Хорватії Іво Санадер. Того самого року дві країни вирішили побудувати спільну АЕС на Скадарському озері поблизу кордону Албанії з Чорногорією. Це рішення насторожено зустрів уряд Чорногорії, стурбований впливом станції на навколишнє середовище. Цей задум також викликав критику з боку Чорногорії через сейсмічність у тому районі.
Обидві країни мають історичний досвід спільних оборонних угод і загалом гарну історію взаємин.
На святкуванні 20-ї річниці операції «Буря», у день, відомий як День перемоги Хорватії, здійнявся і замайорів албанський прапор, що було визнанням підтримки албанців, яку ті надали хорватам у їхній війні за незалежність. Цією акцією Хорватія переконливо підтвердила свій тісний союз з Албанією. 
Ще один важливий чинник у відносинах — це давня і нинішня албанська еміграція в Хорватію включно з багатовіковою спільнотою арбанасів.
У липні 2016 року в Задарі урочисто відкрили албанську середню школу для тамтешніх арбанасів, а книжки албанською мовою доставили з албанського посольства в Загребі. У 2016—2017 навчальному році в цій албанській школі розпочали навчання понад 50 учнів.
Албанці в Хорватії визнані офіційною національною меншиною згідно з Конституцією Хорватії і тому мають власне постійне місце в хорватському парламенті. Відповідно до перепису 2011 року, у Хорватії проживало 17 513 осіб албанського походження.
Три президенти Албанії Реджеп Мейдані, Альфред Мойсю і Бамір Топі були нагороджені найвищою відзнакою Республіки Хорватія — Великим орденом короля Томислава.
У Загребі при одній із міських бібліотек діє Центральна книгозбірня албанців у Хорватії (хорв. Središnja knjižnica Albanaca u Hrvatskoj).

## Економіка
Між Албанією та Хорватією існує тісна економічна співпраця. 2014 року обсяг торгівлі становив близько 46,330 млн євро. Дедалі більше хорватських фірм інвестують в Албанію. 2013 року з Хорватії в Албанію надійшло 13,870 млн євро прямих інвестицій. Крім того, великі албанські фірми виходять на ринок Хорватії.

## Візити
| Гість                 | Господар                                                 | Місце візиту | Дата візиту   |
| --------------------- | -------------------------------------------------------- | ------------ | ------------- |
| Президент Буяр Нішані | Уряд Хорватії Святкування з нагоди вступу Хорватії до ЄС | Загреб       | 1 липня 2013  |
| Президент Буяр Нішані | Президент Колінда Грабар-Китарович                       | Загреб       | 9 травня 2016 |